# Hidralazină
Hidralazina este un medicament utilizat în tratamentul hipertensiunii arteriale și al insuficienței cardiace. Căile de administrare disponibile sunt intravenoasă și orală.
Principala sa utilizare este în tratamentul insuficienței cardiace, fiind frecvent administrată în asociere cu izosorbid dinitrat, și s-a demonstrat că este eficientă în special la persoanele de origine africană.
Hidralazina a fost descoperită de oamenii de știință de la compania Ciba, care căutau un tratament pentru malarie.  Substanța a fost patentată în 1949. Se află pe lista medicamentelor esențiale ale Organizației Mondiale a Sănătății. Este disponibil sub formă de medicament generic.